# Heinrich Georg Froböse
Heinrich Georg Froböse (* um 1642 in Neustadt am Rübenberge; † 12. Oktober 1704 in Döhren vor Hannover) war ein deutscher evangelischer Pastor.

## Leben
Heinrich Georg Froböse wurde in den letzten Jahren des Dreißigjährigen Krieges in der Stadt Neustadt am Rübenberge geboren.

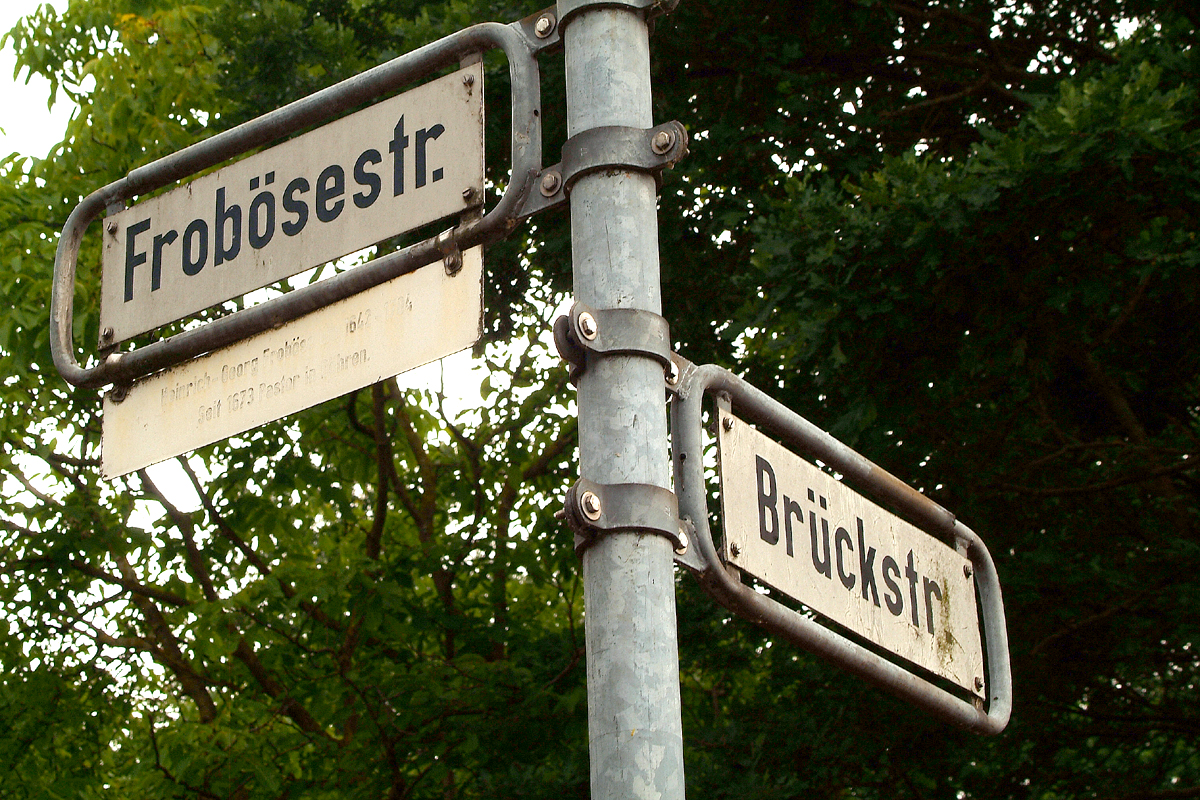
Straßenschild der Frobösestraße Ecke Brückstraße in Hannover mit erläuternder Legendentafel zu dem Döhrener Geistlichen

1673 übernahm Froböse die Pfarrstelle in dem Dorf Döhren. Er fand über Sämtliche Schriften und Briefe von und an den Universalgelehrten Gottfried Wilhelm Leibniz Aufnahme in das Weltdokumentenerbe.

## Frobösestraße
Die historische Straße des ehemaligen Dorfes Döhren, die 1896 Pfarrstraße und 1920 Döhrener Pfarrstraße genannt worden war und die Straße Am Lindenhofe mit der Brückstraße verbindet, erhielt 1927 den Namen Frobösestraße nach dem ehemaligen Inhaber der Döhrener Pfarrstelle.